# جورج هوغ (لاعب كرة قدم)
جورج هوغ (بالإنجليزية: George Hogg)‏ (2 ديسمبر 1869 في المملكة المتحدة - ) هو لاعب كرة قدم بريطاني (وحمل سابقاً جنسية المملكة المتحدة لبريطانيا العظمى وأيرلندا) في مركز نصف الجناح. شارك مع منتخب اسكتلندا لكرة القدم. أما مع النوادي، فقد لعب مع هارت أوف ميدلوثيان ورابطة كرة القدم الاسكتلندية الحادية عشر ‏.

## وصلات خارجية
- جورج هوغ على موقع الاتحاد الإسكتلندي (الإنجليزية)
- جورج هوغ على موقع قاعدة بيانات كرة القدم.إي يو (الإنجليزية)